# Jean Théodore de Bry
Pour les articles homonymes, voir Debry.
Jean Théodore de Bry, né en 1561 à Strasbourg et mort le 31 janvier 1623 à Francfort-sur-le-Main, est un graveur sur cuivre et éditeur allemand.

## Biographie
En 1609, Jean-Théodore de Bry s'installe à Oppenheim où il est cité comme « Buchhändler zu Oppenheim ». Son frère Jean Israël reste à Francfort, où il meurt peu après. En décembre 1609 son beau-fils, Lucas Jennis, qui avait appris à graver chez de Bry, déménage également à Oppenheim, à l'âge de 19 ans.

## Œuvres

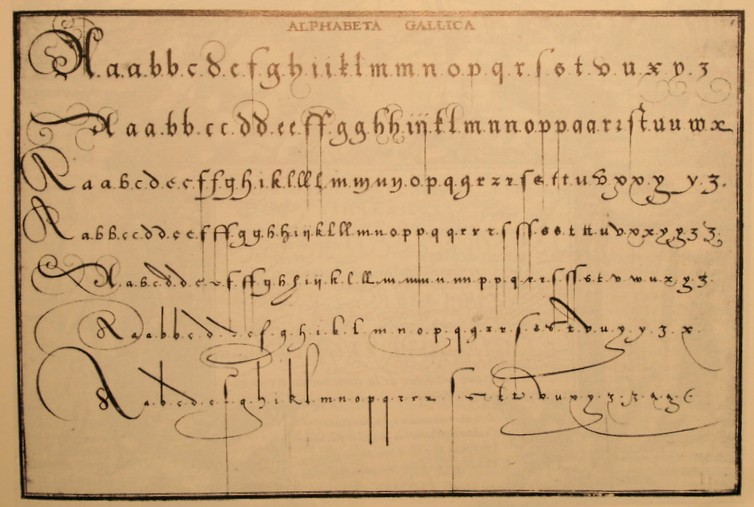
Une planche d'alphabet de J. Th. de Bry.

Il est connu, ainsi que son père Théodore de Bry (1528-1598), par plusieurs publications, notamment une collection de Grands et Petits voyages intitulée :
- Peregrinationes in Indiam orientalem et Indiam occîdenlalem, Francfort-sur-le-Main, 1590-1634, in-folio avec figures.

Il a édité avec son frère Jean-Israël et son père Théodore de Bry plusieurs recueils d'alphabets, latins ou orientaux :
- Nova alphabeti effictio, historiis ad singulas litteras correspondetibus, et toreumate Bryanaeo artificiose in aes incisis illustrata... Niew kunstliches Alphabet, gezirt mit schonen Figurn... Frankfurt/Main, 1595. 4° obl., 25 pl. Chicago NL : Wing fZW 15.126.
- Alphabeta et characteres, iam inde a creato mundo ad nostra usque tempora, apud omnes omnino nationes usurpati... artificiose et eleganter in aere efficti per Io. Theodorum et Io. Israelem de Bry. Frankfurt/Main, 1596. 4° obl., 51 pl. - Cat. Jammes n° 7, Cat. Warmelink n° 144, Cat. Wick n° 16. Chicago NL : Wing ZW 15.124. Dédicace de à Philippe V de Hanau-Lichtenberg. Ce second recueil revendique de tracer tous les alphabets en usage dans les divers peuples du monde. Les alphabets latins furent tracés d'après les modèles de Corneille Agrippa et Baptiste Palatin.

Il en existe aussi un tirage avec un titre allemand :
- Alphabet und aller art characteren, so iemals von Anbegin der Welt, bey allen Nationen, in allerlen Sprachen, im Brauch gewesen ausz vielen autoribus mit fleisz zusammen gezogen. Kunstlich in Kupffer gestochen, unnd von Neuwem an Taggeben, durch Joh. Theodorum, und Joh. Israel von Bry, gebruder. Franckfurt, 1596. 4° obl., 47 pl. Cat. Destailleur n° 833.

Avec son gendre Matthäus Merian, il a illustré divers ouvrages ésotériques, alchimiques, rosicruciens : les 200 gravures de Utriusque cosmi historia de Robert Fludd (1616-1627), les 50 planches de Atalanta Fugiens de Michael Maier (1618).